# Bomberman Ultra
Bomberman Ultra — відеогра-бойовик 2009 року, розроблена та випущена Hudson Soft для PlayStation 3.

## Ігровий процес
Гра дає гравцям можливість повністю змінювати власного Бомбермена. Повний вибір екіпіровки одразу ж розблоковується з самого початку гри, дозволяючи створити понад 150 000 унікальних комбінацій.

## Випуск
Bomberman Ultra — це цифрове видання. Відеогра була доступна для придбання та завантаження через цифрову вітрину PlayStation Network у 2009 році.

## Огляди
| Агрегатор  | Оцінка |
| ---------- | ------ |
| Metacritic | 81/100 |

| Видання                            | Оцінка |
| ---------------------------------- | ------ |
| GamePro                            | [ 2 ]  |
| GameZone                           | 8.3/10 |
| IGN                                | 8/10   |
| PlayStation Official Magazine — UK | 8/10   |
| Play                               | 82%    |

Bomberman Ultra отримала загалом схвальні відгуки згідно з агрегатором рецензій Metacritic.
IGN сказали: «Хороша пропозиція за десять баксів для якого фанати Bomberman захочуть звільнити місце в комп'ютері».